# Triphoturus mexicanus
Triphoturus mexicanus és una espècie de peix de la família dels mictòfids i de l'ordre dels mictofiformes.

## Morfologia
- Els mascles poden assolir 7 cm de longitud total.
- Nombre de vèrtebres: 33-35.[5]

## Reproducció
És ovípar amb larves i ous planctònics.

## Depredadors
És depredat per Stenella attenuata i, als Estats Units, per Thunnus alalunga.

## Hàbitat
És un peix marí i de clima subtropical.

## Distribució geogràfica
Es troba al Pacífic oriental: des de Califòrnia (Estats Units) i el Golf de Califòrnia fins al Perú i Xile.